# Ванда голубая
Ва́нда голуба́я (лат. Vanda coerulea) — вид орхидных из рода Ванда (Vanda).

## Синонимы
В синонимику данного вида включены следующие названия:
- Vanda coerulea delicata Rolfe, 1925
- Vanda coerulea f. delicata (Rolfe) Christenson, 2009
- Vanda coerulea f. luwangalba Kishor, 2008
- Vanda coerulea f. rogersii (Rolfe) Christenson, 2009
- Vanda coerulea var. rogersii Rolfe, 1914

## Распространение и экология
Родина Ванды голубой — Юго-Восточная Азия. В настоящее время в природе встречается в северо-западной Индии, северном Таиланде, Мьянме и в юго-западной части китайской провинции Юньнань. Эпифит, произрастающий в разреженных кронах деревьев, в лесах и по берегам рек.

## Ботаническое описание
Многолетние растения-эпифиты со стеблями от 5 до 23 см длиной и 0,8—1,5 см толщиной.
Листья 7—18 см длиной и 1,3—3 см шириной, кожистые, на конце неравно двудольчатые.
Соцветия в количестве 1—3, 20—42 см длиной, состоят из 4—16 цветков, расположенных слегка зигзагообразно. Прицветники широкояйцевидной формы, 8—11×5—9 мм, с заострённым или притупленным концом. Цветки 6—9 см в диаметре. Лепестки небесно-голубые, с более светлыми пятнами, эллипсоидно-обратнояйцевидной формы, с закругленной верхушкой, 30—45×18—25 мм. Губа с заострённым шпорцем 5—7×2—3 мм, небесно-голубого цвета. Чашелистики широкообратнояйцевидные, 35—50×17—35 мм, с закруглённым концом. Пестик и завязь белого цвета. Пыльники белые, около 2 мм шириной.
Период цветения в естественных условиях — с октября по ноябрь.
Число хромосом 2n=38.